# Arrondissement (Frankrijk)

Overzicht van de bestuurlijke indeling Frankrijk

Een arrondissement in de bestuurlijke indeling van Frankrijk is de onderverdeling van een departement.
De arrondissementen vormen een louter administratieve indeling. Ze hebben geen enkele autonomie en geen rechtspersoonlijkheid. Elk arrondissement draagt de naam van zijn hoofdplaats.
Aan het hoofd van een arrondissement staat een onderprefect (sous-préfet), behalve in een arrondissement waar de hoofdplaats van het departement is gevestigd. Daar wordt die functie uitgeoefend door de secretaris-generaal van de prefectuur, de plaatsvervanger van de prefect. De hoofdplaats van een arrondissement zonder prefectuur wordt onderprefectuur genoemd.
Tot de kantonale herindeling van 2014 waren arrondissementen onderverdeeld in kantons en gemeenten. Sinds 2014 zijn arrondissementen in principe grotere eenheden dan kantons, maar kunnen de kantonale grenzen over meerdere arrondissementen vallen. Een gemeente kan meerdere kantons tellen, maar ook kan een kanton meerdere gemeenten omvatten. Kantonale en gemeentegrenzen hoeven niet samen te vallen.
De Franse indeling in arrondissementen heeft tot voorbeeld gediend voor andere landen. De arrondissementen in België en Nederland zijn afkomstig van de tijd dat die landen bij Frankrijk waren ingelijfd.

## Geschiedenis
De arrondissementen werden in 1800 opgericht. Ze vervingen de districten, waarin de departementen waren ingedeeld van 1789 tot 1795. Die waren meestal kleiner dan de arrondissementen.
Vanaf 1833 had elk arrondissement een verkozen arrondissementsraad, die bepaalde belastingen over het arrondissement moest verdelen. De bevoegdheden van de arrondissementsraden verminderden met de loop van tijd en in 1940 verdwenen ze.
In sommige perioden, vooral onder de Derde Republiek, dienden de arrondissementen als kiesdistrict voor de verkiezing van de Kamer van afgevaardigden. Elk arrondissement koos in principe één afgevaardigde, hoewel grote arrondissementen gesplitst werden in meerdere kiesdistricten.
In 1926 werden in één klap 106 van de toen 386 bestaande arrondissementen afgeschaft, officieel omwille van besparingen, maar ook om electorale redenen. Vooral onder de Vijfde Republiek is hun aantal weer toegenomen. Van 2015 tot 2017 werd het aantal weer verminderd, vooral door fusies in de departementen Moselle, Bas-Rhin en Haut-Rhin, die veel arrondissementen telden, een voortzetting van de Duitse administratieve indeling van het vroegere Elzas-Lotharingen. 

## Huidig aantal
In 2017 telde Frankrijk in totaal 332 arrondissementen, de overzeese departementen inbegrepen. Alleen Mayotte, het jongste overzees departement, is niet in arrondissementen ingedeeld. 
De Pas-de-Calais is momenteel het departement met het grootste aantal arrondissementen: zeven.  
Het Territoire de Belfort telt slechts één arrondissement, net als Parijs, dat tot 2019 een apart departement was, maar nu een apart statuut heeft.  Parijs telt wel twintig "gemeentelijke" arrondissementen (zie hieronder
Het arrondissement Lyon behoort nog slechts voor een deel nog tot het departement Rhône. Het omvat daarboven ook de Métropole de Lyon, die in 2015  van de Rhône werd losgemaakt, zonder zelf een departement te worden.  

## Gemeentelijke indeling
Een ander gebruik van het woord 'arrondissement' in Frankrijk is een onderverdeling van de grootste steden. Parijs werd in 1795 ingedeeld in twaalf arrondissementen, later opgevoerd tot twintig, Lyon telde er aanvankelijk (1846) vijf, thans negen, en Marseille is sinds 1946 ingedeeld in 16 arrondissementen. Ook Nantes is een tijd in arrondissementen verdeeld, net als Algiers, toen het nog een Franse stad was.
Deze "gemeentelijke" arrondissementen hebben vooral een administratieve betekenis. Zo heeft elk arrondissement een mairie (gemeentehuis) met gemeentelijke diensten. Sinds 1983 heeft elk arrondissement een arrondissementsraad (conseil d'arrondissement) die gekozen wordt samen met de gemeenteraad van de stad. De bevoegdheden van deze raad is vooral consultatief. Elke raad kiest een "arrondissementsburgemeester" (maire d'arrondissement), die de raad voorzit en onder meer optreedt als ambtenaar van de burgerlijke stand.
Zie hiervoor arrondissementen van Parijs, arrondissementen van Lyon en arrondissementen van Marseille).